# Daniel Scioli
Daniel Osvaldo Scioli  (escucharⓘ) (Buenos Aires, 13 de enero de 1957) es un político, expiloto de motonáutica, licenciado en comercialización y empresario argentino, exvicepresidente y actual Secretario de Turismo, Ambiente y Deporte de la Nación Argentina.
Ocupó los cargos políticos más importantes de su país, con excepción de la Presidencia de la Nación, para la que se presentó como candidato y fue derrotado en la instancia de ballotage en el año 2015. Fue vicepresidente de Argentina entre 2003 y 2007, durante la presidencia de Néstor Kirchner, gobernador de la provincia de Buenos Aires entre 2007 y 2015, embajador de la Argentina en Brasil entre 2020 y 2024 y fue designado secretario de Turismo, Ambiente y Deportes de la Nación por el presidente Javier Milei, desempeñándose en ese rol desde el 30 de enero de 2024.
En las décadas de 1980 y de 1990, fue un destacado motonauta. Tras haber sido ocho veces campeón mundial y retirarse del deporte, fue invitado al Partido Justicialista por Carlos Menem; se presentó para las elecciones de 1997 como candidato a diputado nacional por la Ciudad de Buenos Aires y obtuvo una banca. Luego ocupó también los puestos de secretario de Deportes y Secretario de Turismo de la Nación entre 2001 y 2003. Ganó las elecciones presidenciales de 2003 como el compañero de fórmula de Néstor Kirchner y después también ganó las elecciones provinciales de Buenos Aires de 2007 junto a Alberto Balestrini como vicegobernador y fue reelecto en 2011. Fue presidente del Partido Justicialista en 2009, y desde la muerte de Néstor Kirchner en 2010 hasta mayo de 2014. Fue candidato a presidente de la Nación Argentina por el Frente para la Victoria para las elecciones de 2015, acompañado por Carlos Zannini como candidato a vicepresidente. En las elecciones primarias de ese año obtuvo el primer lugar, con un 38,67 % de los votos válidos. En las presidenciales del 25 de octubre obtuvo 37 % sobre el 34 % de Mauricio Macri, yendo ambos a segunda vuelta, donde Macri derrotó al oficialismo con 51,3 % sobre el 48,6 % obtenido por Scioli. Desde 2017 hasta 2020, ocupó nuevamente una banca en la Cámara de Diputados de la Nación Argentina, esta vez por la provincia de Buenos Aires.

## Primeros años
Scioli nació el 13 de enero de 1957 en el barrio de Villa Crespo, en la ciudad de Buenos Aires. Creció junto a sus padres, Esther Méndez (1931-1999) y José Osvaldo Scioli (1928-2002), y sus hermanos José y Nicolás Scioli.
Criado en una familia de clase alta, los hermanos Scioli tuvieron contacto directo mediático desde niños. Su padre, José Scioli, era dueño por herencia de la cadena de electrodomésticos Casa Scioli, gracias a ella su familia adquirió importantes ganancias; y también fue dueño de Canal 9 durante las décadas de 1970 y 1980, aunque después atravesó la estatización de los canales que encabezó la presidenta Isabel Perón y volvió al control de la emisora con Raúl Alfonsín en el retorno de la democracia.
En 1975, su hermano José fue secuestrado por un grupo armado y Daniel Scioli, en ese entonces de 18 años de edad, tuvo que cumplir el rol de negociador con los captores la eventual liberación de su hermano. José fue liberado a cambio de un rescate en efectivo a realizar por su padre.
Scioli realizó sus estudios primarios en el Colegio Ward de Villa Sarmiento y sus estudios secundarios en la Escuela Superior de Comercio Carlos Pellegrini de la Universidad de Buenos Aires. En 1978 comenzó a estudiar marketing en la Universidad Argentina de la Empresa, pero abandonó la carrera más adelante. Fue en esta institución donde recibió el sobrenombre que lo acompañaría durante su posterior trayectoria política: «Pichichi».
En 2015, retomó sus estudios en la misma universidad y, tras 37 años, se recibió de licenciado en Comercialización el 5 de octubre, tras rendir en condición de libre las últimas materias que le restaban y presentar su tesis final.

## Carrera deportiva
Años antes de entrar en política, Scioli desarrolló una exitosa carrera deportiva. Se dedicó a la motonáutica y participó en varias competiciones, en las que fue vencedor. A mediados de la década de 1980, inició su carrera en motonáutica con su lancha «Semillita XIX».
En 1986 comenzó a competir en carreras de motonáutica. Fue escalando categorías hasta obtener el subcampeonato mundial de la clase 6 litros del offshore. En 1987 se incorporó al equipo italiano del ingeniero y constructor náutico Fabio Buzzi.
El 4 de diciembre de 1989, mientras corría la segunda etapa de la prueba de los Mil Kilómetros del Delta en el río Paraná, la lancha en la que iban Scioli y su copiloto Luca Nicolini golpeó con una ola generada por un buque petrolero a una velocidad de 160 kilómetros por hora, a la altura de Ramallo. La lancha volcó y los pilotos salieron despedidos; Scioli impactó con la hélice y perdió el brazo derecho. Regresó a la actividad en 1990, en la carrera Venecia-Montecarlo y llegó a conquistar más campeonatos de motonáutica en diferentes categorías: clase II en Mar del Plata (1992), Superboat (1994), Production A y Superboat (1995), Sportman B y Superboat (1996).
En 1990 fue premiado por la Fundación Konex con la Mención Especial en Deportes. En 1992, el dúo Daniel Scioli-Luca Nicolini obtiene el Offshore clase 2. Durante 1993 el Comité Organizador del Gran Premio de España de Offshore One anunció la presencia de Scioli como comisario de carrera de la competición celebrada en aguas de la bahía de Marbella.
En 1994, Scioli ganó la primera prueba del campeonato americano Superboat, corrida en aguas de la costa marplatense. Después compitió en otras cuatro pruebas por el campeonato americano: en Miami, Sarasota, Nueva York y las Bahamas; y entre el 3 y el 7 de noviembre defendió el título mundial.
Con su lancha La Gran Argentina, se adjudicó el Campeonato Mundial de offshore de la Clase III-6 litros, en las aguas del Río de la Plata, y cerró así once años de carrera motonáutica. En 1997, Scioli se retiró de su carrera motonáutica.
En 2010, el gobernador Scioli creó su propio club, Villa La Ñata Sporting Club, que compite en la primera división de los campeonatos de futsal de la AFA.

## Carrera empresarial
Paralelamente a su carrera deportiva, Scioli se dedicó a la actividad empresarial: en 1989 fue contratado por la empresa sueca Electrolux y logró que la misma se instalara en Buenos Aires en 1994; entre ese año y 1997, fue director de Electrolux Argentina.
También ha sido integrante del directorio de la empresa familiar Casa Scioli, la cual sufrió la quiebra bajo su dirección.

## Carrera en política

### Diputado de la Nación
La carrera política de Daniel Scioli comenzó en 1997, cuando fue elegido diputado nacional por la ciudad de Buenos Aires con el 17.99 % de los votos, luego de imponerse en las elecciones internas del Partido Justicialista.
Ya en su banca, Scioli fue presidente de la Comisión de Deportes de la Cámara de Diputados, desde allí trabajó por la seguridad en los espectáculos deportivos, el desarrollo de los clubes de barrio, el estímulo al deporte amateur y la promoción de valores positivos y hábitos de vida saludables.
Durante su tarea legislativa, fue miembro de las comisiones de Pequeñas y Medianas Empresas, de Discapacidad y de la Comisión Investigadora de Lavado de Dinero.
En 2001 fue reelecto como diputado nacional. Pidió licencia en diciembre de 2001, para integrar el gabinete del presidente Adolfo Rodríguez Saá. Renunció en septiembre de 2002, y fue reemplazado por Inés Pérez Suárez.

### Secretario de la Nación
El presidente Adolfo Rodríguez Saá lo nombró secretario de Turismo y Deporte de la Nación en diciembre de 2001, para ser confirmado en aquel cargo por el presidente provisional Eduardo Duhalde en enero de 2002.

### Vicepresidente de la Nación

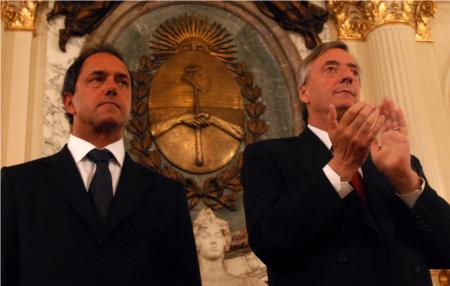
El vicepresidente Scioli y el presidente Kirchner.

En las elecciones presidenciales de 2003, Néstor Kirchner le ofreció participar en la fórmula presidencial. Scioli accedió a la vicepresidencia de la Nación y al cargo de presidente del Senado.
En ese rol, Scioli participa en la promoción de la Argentina en el exterior y encabeza misiones comerciales a distintos destinos. En el Senado de la Nación Argentina, impulsó leyes relacionadas con el desarrollo de una nueva matriz productiva en la Argentina, en áreas como el software, la biotecnología, los biocombustibles, las industrias culturales, los microcréditos, el trabajo y el capital humano.

### Embajador de la Argentina en Brasil
En marzo de 2020, el presidente Alberto Fernández lo nombró embajador de la Argentina en Brasil. Y mediante el decreto 570/2020 del 26 de junio de 2020 se hizo efectivo su nombramiento a partir del acuerdo prestado por el Senado de la nación.Como embajador buscó recomponer la relación entre Argentina y Brasil luego de las declaraciones y acusaciones cruzadas entre el presidente Jair Bolsonaro y su par argentino a principios de 2020, ocasionadas por las diferencias ideológicas que los separan. Como embajador buscó no sólo la recomposición de los vínculos entre los dos socios más importantes del Mercosur, sino también mejorar el intercambio comercial entre ambas naciones; puesto que Brasil es el mayor socio comercial de la Argentina y este último es el tercer proveedor más importante de la economía más grande de Sudamérica. Para febrero de 2022, el comercio bilateral entre Argentina y Brasil acumuló trece meses consecutivos de alzas (tanto de exportaciones como de importaciones); lo que demuestra no solo la recuperación económica de ambos países luego de la pandemia, sino también la mejora en las relaciones comerciales entre ambos estados.

### Ministro de la Nación
En junio de 2022 el gobierno de Alberto Fernández le ofreció ocupar el cargo de ministro de Desarrollo Productivo en reemplazo del saliente Matías Kulfas tras el escándalo por la licitación del gasoducto Néstor Kirchner, llegando a su fin la labor desempeñada como embajador en Brasil. Finalmente Scioli deja el ministerio el 3 de agosto tras sólo 43 días en esa función.

### De regreso a la Embajada de Brasil
Tras su breve paso como ministro, Scioli vuelve a la embajada de Brasil el 9 de septiembre de 2022, perdiendo fuerza su posible candidatura presidencial. Luego de las elecciones presidenciales de 2023, tras la asunción del gobierno de Milei, la canciller Diana Mondino anunció que Scioli continuaría como Embajador de la Argentina en Brasil, algo que molestó al expresidente Alberto Fernández.

### Secretario de Turismo, Ambiente y Deportes
El 30 de enero de 2024, fue designado para el cargo de Secretario de Turismo, Ambiente y Deportes en el gabinete de Javier Milei.

## Gobernador de la provincia de Buenos Aires

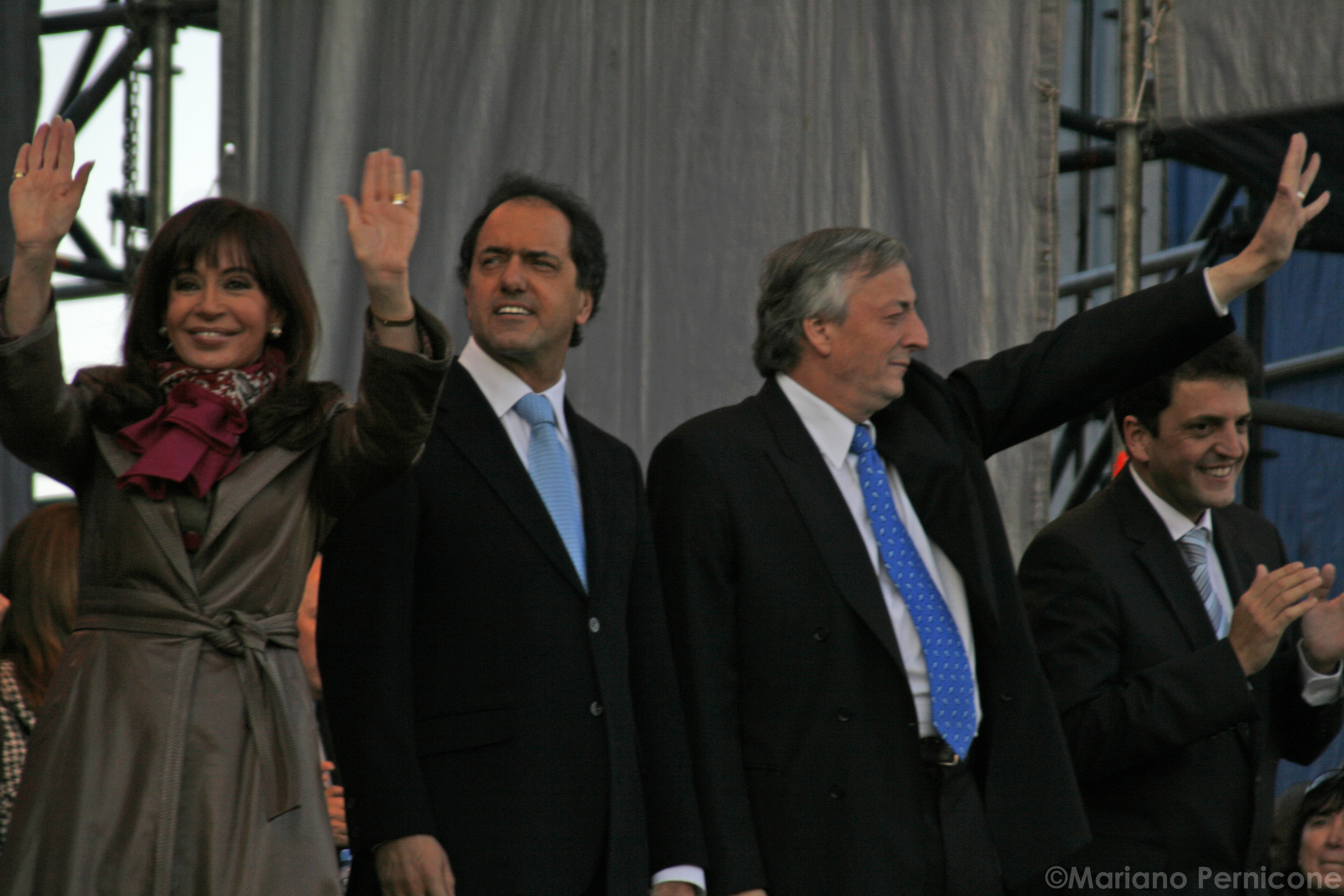
La presidenta Cristina Fernández de Kirchner, Daniel Scioli, el primer caballero Néstor Kirchner y Sergio Massa (2009).

El 28 de octubre de 2007, en las elecciones a gobernador y vicegobernador de la provincia de Buenos Aires, la lista del Frente para la Victoria, encabezada por la fórmula Daniel Scioli-Alberto Balestrini, se impuso con el apoyo del 48,24 % de los votantes.
Daniel Scioli asumió el cargo de gobernador de la provincia de Buenos Aires el 10 de diciembre de 2007 en la ciudad de La Plata. Ese mismo día, manifestó su intención de acompañar el proyecto liderado por la presidenta Cristina Fernández de Kirchner.
El 23 de octubre de 2011 Scioli fue reelegido gobernador de la provincia de Buenos Aires por otros 4 años más con el 55,07 % de los votos, una diferencia de más de 3 millones de sufragios sobre la segunda fuerza e imponiéndose en 128 municipios.

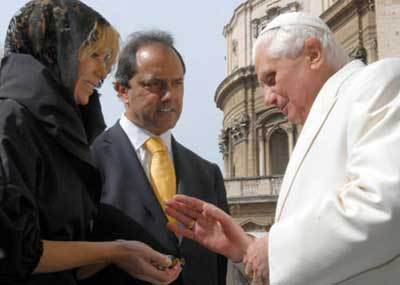
Scioli y Karina Rabolini en su encuentro con el papa Benedicto XVI.

Durante su gestión, se promulgó la Ley de Fertilización Asistida gratuita y puso a la vanguardia a la provincia de Buenos Aires; ese derecho alcanzó a todos los argentinos en el año 2013, en que se sancionó la ley a nivel nacional. Desde la sanción de la ley, ya nacieron 96 bebés con tratamiento gratuito y actualmente hay más de 215 tratamientos en curso. Ese mismo año a nivel provincial se sancionó la nueva Ley de Adopción. A través del decreto 1062/13, reglamentó la ley que establece el derecho a la vivienda y a un hábitat digno para todos los ciudadanos y en especial para aquellos en situación de pobreza. La norma que exige a los grandes emprendimientos inmobiliarios ceder el 10 por ciento del valor total del terreno para la realización de planes de vivienda social. Junto a esta ley se otorgó la excepción de impuestos a jubilados y pensionados propietarios de un inmueble cuya valuación fiscal no supere los $200 mil y que posean ingresos inferiores o equivalentes a dos haberes mínimos, eximiendo de impuestos a 300 mil jubilados a instancias de un proyecto enviado por Daniel Scioli. En el marco de la Copa América 2011 Daniel Scioli llevó adelante la reinauguración del estadio Único de la Plata.
Entre 2010 y 2013 se crearon siete Unidades de Pronta Atención (UPA 24HS) —en Lomas de Zamora, Avellaneda, Lanús, La Matanza, Almirante Brown, Los Hornos y Lezama— que funcionan como una guardia hospitalaria de alta complejidad ubicada más cerca de la gente. También en lo que respecta a infraestructura sanitaria se construyó e inauguró el Hospital Materno-Infantil “Dr. Alberto Balestrini” de Ciudad Evita, partido de La Matanza. También comenzaron las obras de ampliación del Puerto de La Plata.
Las reformas en infraestructura se complementan con la repavimentación y ensanche de la Ruta 6 que unirá el puerto de Zárate con el de La Plata, y que conformará el cuarto anillo de circunvalación, mejorando la circulación de la producción en la provincia de Buenos Aires. En 2013 se inauguró el Museo MAR de Arte Contemporáneo en la ciudad de Mar del Plata. En 2014 el puerto fue ampliado y modernizado el puerto más importante de la provincia, incrementando la capacidad operativa en 400 mil contenedores por año y que serán posteriormente 800 mil, incorporando 13 grúas de última generación, lo que fue considerada la obra portuaria más destacada de la Argentina y una de las más importantes de América Latina. Los trabajos contemplaron además el dragado del canal de ingreso al Puerto, que va a pasar de 28 a 34 pies.
Scioli encaró reformas estructurales en materia de Seguridad Ciudadana entre las que se destaca la apertura de 11 Escuelas de Policía Descentralizadas. Ese mismo año impulsó reformas al Código Procesal Penal. También impulsó la creación de la Policía Judicial, aunque no llegó a ponerla en funcionamiento, y la implementación de juicios por jurados en el ámbito del Poder Judicial de la Provincia de Buenos Aires.
Durante su gestión se produjo, el 31 de enero de 2009 la desaparición forzada del adolescente de 17 años Luciano Arruga, tras haber sido detenido por la policía bonaerense en su localidad natal de Lomas del Mirador, cuyo cadáver apareció el 17 de octubre de 2014. La muerte no fue esclarecida pero un oficial de dicha policía fue condenado por torturas que ejecutó contra Arruga cuatro meses antes de su desaparición.
También durante su gestión creó la empresa estatal AUBASA, para administrar la Autopista La Plata - Buenos Aires, comenzó las obras en los tramos I, II y III, de la Autopista Presidente Perón, que se extienden desde el Camino del Buen Ayre en Ituzaingó hasta la Ruta Provincial N.º 53 en Florencio Varela.
En abril de 2014 Scioli decretó emergencia en materia de seguridad pública por 12 meses y lanzó un plan contra la inseguridad, que incluyó la apertura de 11 Escuelas de Policía Descentralizadas para potenciar el sistema de prevención y aumentar el número de efectivos, junto con las reformas al Código Procesal Penal: La Ley 13.943 limitó alternativas a delincuentes peligrosos. La 14.128 limitó la excarcelación para reincidentes y adultos que utilizan menores para cometer delitos, la 14.517 que limitó la excarcelación a todos aquellos que portan armas, y un proyecto de ley imponiendo penas no excarcelables y de cumplimiento efectivo por tenencia o portación de armas de fuego sin autorización, equiparando calibres de armas civiles con armas de guerra, entre otras medidas.

### Gabinete de gobierno
| Ministerios del Gobierno de Daniel Scioli         | Ministerios del Gobierno de Daniel Scioli | Ministerios del Gobierno de Daniel Scioli          |
| Cartera                                           | Titular                                   | Período                                            |
| ------------------------------------------------- | ----------------------------------------- | -------------------------------------------------- |
| Coordinación General de la Unidad Gobernador      | Julián Colombo                            | febrero de 2014 - 10 de diciembre de 2015          |
| Jefatura de Gabinete de Ministros                 | Alberto Pérez                             | 10 de diciembre de 2007 - 10 de diciembre de 2015  |
| Ministerio de Gobierno                            | Cristina Álvarez Rodríguez                | 10 de diciembre de 2011 - 10 de diciembre de 2015  |
| Ministerio de Gobierno                            | Eduardo Camaño                            | 20 de marzo de 2009 - 10 de diciembre de 2011      |
| Ministerio de Economía                            | Silvina Batakis                           | 10 de diciembre de 2011 - 10 de diciembre de 2015  |
| Ministerio de Economía                            | Alejandro Arlía                           | 2009 -10 de diciembre de 2011                      |
| Ministerio de Desarrollo Social                   | Eduardo Aparicio                          | febrero de 2014 - diciembre de 2015                |
| Ministerio de Desarrollo Social                   | Martín Ferré                              | septiembre de 2013 - febrero de 2014               |
| Ministerio de Desarrollo Social                   | Daniel Arroyo                             | 10 de diciembre de 2007 - 30 de septiembre de 2013 |
| Ministerio de Trabajo                             | Oscar Cuartango                           | 10 de diciembre de 2007 - 10 de diciembre de 2015  |
| Ministerio de Infraestructura                     | Alejandro Arlía                           | 10 de diciembre de 2011 - 10 de diciembre de 2015  |
| Ministerio de Infraestructura                     | Cristina Álvarez Rodríguez                | 10 de diciembre de 2007 - 10 de diciembre de 2011  |
| Ministerio de Salud                               | Alejandro Collia                          | 10 de diciembre de 2009 - 10 de diciembre de 2015  |
| Ministerio de Salud                               | Claudio Zin                               | 10 de diciembre de 2007 - 10 de diciembre de 2009  |
| Ministerio de la Producción, Ciencia y Tecnología | Cristian Breitenstein                     | 10 de diciembre de 2011 - 10 de diciembre de 2015  |
| Ministerio de la Producción, Ciencia y Tecnología | Martín Ferré                              | 10 de diciembre de 2007 - 10 de diciembre de 2011  |
| Ministerio de Asuntos Agrarios                    | Alejandro Rodríguez                       | 26 de diciembre de 2013 - 10 de diciembre de 2015  |
| Ministerio de Asuntos Agrarios                    | Gustavo Arrieta                           | 10 de diciembre de 2011 - 26 de diciembre de 2013  |
| Ministerio de Asuntos Agrarios                    | Ariel Franetovich                         | 11 de septiembre de 2009- 10 de diciembre de 2011  |
| Ministerio de Asuntos Agrarios                    | Emilio Monzó                              | 27 de octubre de 2008 - 2 de septiembre de 2009    |
| Ministerio de Justicia                            | Ricardo Casal                             | 10 de diciembre de 2007 -10 de diciembre de 2015   |
| Ministerio de Seguridad                           | Alejandro Granados                        | 13 de agosto de 2013 - 10 de diciembre de 2015     |
| Ministerio de Seguridad                           | Carlos Stornelli                          | 10 de diciembre de 2007 - 11 de mayo de 2010       |
| Dirección General de Cultura y Educación          | Nora De Lucía                             | 16 de agosto de 2012 - 10 de diciembre de 2015     |
| Dirección General de Cultura y Educación          | Silvina Gvirtz                            | 10 de diciembre de 2011 - 16 de agosto de 2012     |
| Dirección General de Cultura y Educación          | Mario Oporto                              | 10 de diciembre de 2007 - 10 de diciembre de 2011  |
| Secretarías del Gobierno de Daniel Scioli         |                                           |                                                    |
| Secretaría General de la Gobernación              | Martín Ferré                              | febrero de 2014 - 10 de diciembre de 2015          |
| Secretaría General de la Gobernación              | Luciano Di Gresia                         | 10 de diciembre de 2011 - 13 de agosto de 2012     |
| Secretaría General de la Gobernación              | Javier Mouriño                            | 29 de marzo de 2010 - 10 de diciembre de 2011      |
| Secretaría General de la Gobernación              | Mariano Cervellini (interino)             | 10 de diciembre de 2009 - 29 de marzo de 2010      |
| Secretaría General de la Gobernación              | José Scioli                               | 10 de diciembre de 2007 - 10 de diciembre de 2009  |
| Secretaría Legal y Técnica                        | Mariano Cervellini                        | 29 de marzo de 2010 - 10 de diciembre de 2015      |
| Secretaría de Comunicación Pública                | Juan Courel                               | 10 de diciembre de 2011 - 10 de diciembre de 2015  |
| Secretaría de Deportes                            | Alejandro Rodríguez                       | septiembre de 2009 - 10 de diciembre de 2015       |
| Secretaría de Turismo                             | Ignacio Crotto                            | 2009 - 10 de diciembre de 2015                     |
| Secretaría de Derechos Humanos                    | Guido Carlotto                            | mayo de 2012 - 10 de diciembre de 2015             |
| Instituto Cultural                                | Jorge Telerman                            | julio de 2012 - 10 de diciembre de 2015            |
| Secretaría de Niñez y Adolescencia                | Pablo Navarro                             | 10 de diciembre de 2011 - 10 de diciembre de 2015  |
| Secretaría de Participación Ciudadana             | Luciano Javier Ruiz                       | 10 de diciembre de 2011 - 10 de diciembre de 2015  |
| Secretaría de Coordinación Institucional          | Luciano Di Gresia                         | 13 de agosto de 2012 - 10 de diciembre de 2015     |
| Secretaría de Coordinación Institucional          | Eduardo Camaño                            | 10 de diciembre de 2011 - 13 de agosto de 2012     |
| Secretaría de Servicios Públicos                  | Francisco Antonio La Porta                | 10 de diciembre de 2013 - 10 de diciembre de 2015  |

## Candidatura a la presidencia de 2015

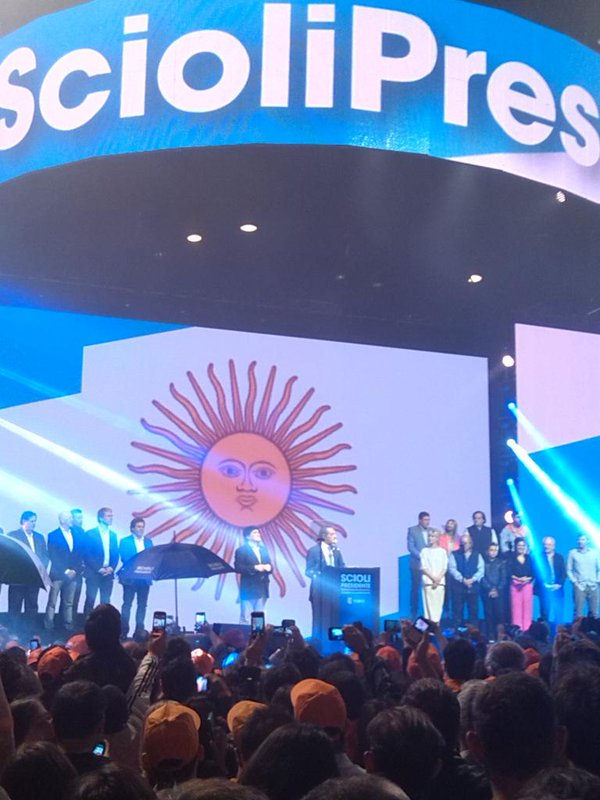
Scioli dando un discurso al final de la jornada de primera vuelta de la elección presidencial de 2015

Para las elecciones presidenciales de Argentina de 2015 el gobernador Scioli se presentó como precandidato a la presidencia de la Nación por el Frente para la Victoria. Su candidato a vicepresidente fue Carlos Zannini, secretario legal y técnico de la Nación.
En las elecciones primarias obtuvo 8 720 573 votos, totalizando el 38,67 % del padrón electoral y triunfando en 20 de las 23 provincias argentinas. Ya como candidato oficial se enfrentó en las elecciones presidenciales de octubre a cinco contrincantes: Mauricio Macri, Sergio Massa, Margarita Stolbizer, Nicolás del Caño y Adolfo Rodríguez Saá. El 25 de octubre, Scioli obtuvo el primer lugar con el 37,08 % de los sufragios, superando a Mauricio Macri pero no alcanzándole para ganar en primera vuelta. En el balotaje realizado el 22 de noviembre, perdió al obtener el 48,66 % contra el 51,34 % de Macri.

## Historial electoral
|  | 17,99 % |

|  | 11,68 % |

|  | 22,25 % |

|  | 48,24 % |

|  | 32,18 % |

|  | 55,18 % |

|  | 38,67 % |

|  | 37,08 % |

|  | 48,66 % |

|  | 32,41 % |

|  | 36,28 % |

## Vida personal

### Familia
En 1986 conoció a la modelo Karina Rabolini, con quien se casó el 10 de diciembre de 1991 por civil, siendo la ceremonia religiosa en la Parroquia San Ignacio el 12 de diciembre del mismo año. Se divorciaron en 1998, pero en 2001 volvieron a formar pareja. Karina Rabolini ha participado en numerosos actos públicos cumpliendo las funciones de segunda dama de la Nación (como esposa del vicepresidente) y luego primera dama bonaerense además de presidir la Fundación Banco Provincia durante la gestión de Daniel Scioli como gobernador de la provincia de Buenos Aires.
Scioli tiene dos hijas. Lorena Scioli nació en 1978 fruto de su relación con Margarita Renteria Beltrán. Creció junto a su madre en la ciudad de Rosario. Daniel Scioli la reconoció como hija en 1993 luego de que la madre de Lorena le ganara un juicio por filiación. En 2017 nació su segunda hija, Francesca, de su relación con la modelo Gisela Berger.
Scioli además es abuelo de Camila y Felipe, hijos de su hija Lorena y Eladio González Rodríguez, nacidos en 2013 y 2017 respectivamente.

## Críticas
El 8 de enero de 2010 vetó la ley que otorga el premio jubilatorio a docentes y estatales, los cuales se hayan retirado con 30 años de servicio, y que se hayan jubilado entre 2002 y 2005. Los sectores de la oposición y gremiales generaron duras críticas. Según el gobernador se "suspendió" por la emergencia económica de 2008.
Durante las inundaciones ocurridas en plena campaña presidencial de 2015, se criticó el presunto retraso en las obras de desagüe en distintas zonas de la provincia y por la interrupción del dragado del Río Salado, que responde al proyecto de "Plan Maestro del Río Salado" elaborado durante la gestión del gobernador Antonio Cafiero (1987-1991).
En enero de 2024, luego de su sorpresiva designación para el cargo de Secretario de Turismo, Ambiente y Deportes durante la presidencia de Javier Milei, Scioli fue ampliamente criticado por varios sectores de la política, entre ellos el massismo. Este sector, liderado por Sergio Massa, contrincante político de Milei en las elecciones de 2023, lo tildó de "ventajero", debido a que él siempre formó parte de gobiernos peronistas y kirchneristas, siendo uno de estos el gobierno de Alberto Fernández, del que Scioli formó parte de su gabinete.